# Microchaetina sinuata
Microchaetina sinuata là một loài ruồi trong họ Tachinidae.